# Мак, Мирна
Мирна Мак Чанг (исп. Myrna Mack Chang; 24 октября 1949 — 11 сентября 1990) — гватемальская учёная-антрополог и правозащитница, жертва государственного террора. За свою критику нарушений прав человека правительством Гватемалы, особенно относительно коренных народов майя, была зарезана представителями вооружённых сил.
Её младшая сестра Хелен упорно добивалась справедливости, пока убийца Мак не был осужден, а высшее начальство не предстало перед Межамериканским судом по правам человека в Коста-Рике по прецедентным делам. В 2004 году правительство Гватемалы признало свою ответственность и выплатило её семье финансовую компенсацию.

## Биография
Мирна Мак Чанг родилась в Баррио-Сан-Николас в департаменте Реталулеу на юго-западе Гватемалы. Её мать была китаянкой, а отец — майя. После посещения местных школ Мирна изучала антропологию в Великобритании, в Манчестерском и Даремском университетах.
Вернувшись в Гватемалу, Мак проводила полевые исследования среди нескольких сельских общин майя, ставших жертвами гражданской войны и политики властей. Всё более сочувствуя их делу, она занялась отстаиванием их прав и изучением нападений на них силовиков.

## Гибель
11 сентября 1990 года Мирта Мак была убита возле своей работы в городе Гватемала. Она получила 27 ножевых ранений от отряда смерти вооружённых сил (предположительно обученного в Школе Америк). Причиной было то, что она критиковала правительство за нарушения прав человека и коренных общин. Ей было 40 лет.
Её сестра, мать и коллеги решили добиться справедливости в связи с ее гибелью. После мирных соглашений и окончания открытой гражданской войны Национальная комиссия начала предпринимать действия по документированию злоупотреблений во время гражданской войны. Её сестра Хелен Мак подала иск в Межамериканскую комиссию по правам человека в Вашингтоне, а затем в Межамериканский суд по правам человека в Коста-Рике.
В 1993 году она основала Фонд Мирны Мак (Fundación Myrna Mack) для правозащитной деятельности.
25 ноября 2003 года суд постановил, что Мак была убита правительственными силами. В апреле 2004 года, после решения Межамериканского суда по правам человека, правительство Гватемалы публично признало, что убийство Мирны Мак совершили его подчинённые. В рамках судебного урегулирования оно предоставило её ближайшим родственникам пакет финансовой компенсации.
Её сестра Хелен была удостоена премии «Правильный образ жизни» в 1992 году «за личное мужество и настойчивость в поисках справедливости и прекращение безнаказанности политических убийц». Она продолжает заниматься защитой прав человека и получила за это другое признание. Дочь Мирны Лукресия Эрнандес Мак, медик по профессии, также занималась общественно-политической деятельностью, была министром здравоохранения, а затем депутатом Конгресса до своей смерти в 2023 году.